# Kees Maks

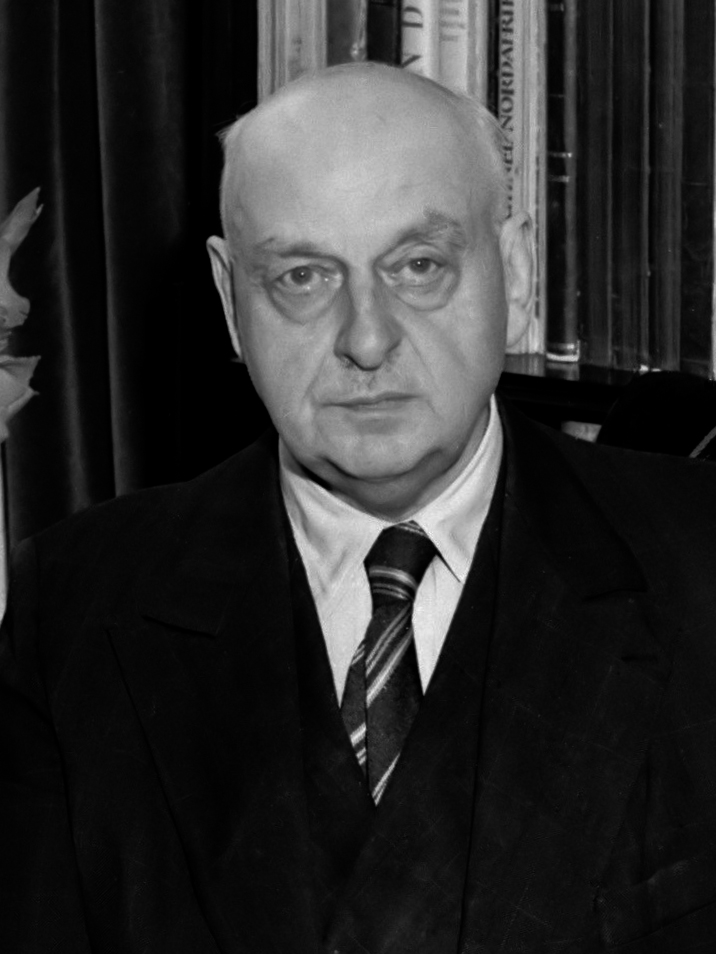
Kees Maks (1946)

Cornelis Johannes (Kees) Maks (Amsterdam, 22 augustus 1876 - aldaar, 28 oktober 1967) was een Nederlands kunstschilder. Hij signeerde zijn werk als C.J. Maks.
Kees (ook: Cees) Maks was een leerling van George Hendrik Breitner. Hij wordt gerekend tot de belangrijkste moderne, figuratieve kunstenaars van het begin van de 20e eeuw. Terwijl in het eerste kwart van de 20e eeuw de avant-gardistische schilderkunst haar invloed deed gelden in Europa, keerden veel kunstenaars in het interbellum juist terug tot een meer neo-klassieke figuratie, die bekend werd als retour à l’ordre. Met name in Parijs verwierven deze figuratief werkende kunstenaars, onder wie Kees van Dongen, faam. 
Kees Maks, die regelmatig voor kortere periodes naar Parijs reisde om daar te schilderen, maakte naam met zijn schilderijen van het mondaine uitgaansleven: circusvoorstellingen, dansparen, wandelende gezelschappen en tuinfeesten waren tot dan toe onbekende thema’s in de Nederlandse kunst. De levenslustige onderwerpen en de frivole manier van schilderen, waarbij de kunstenaar met heldere, felle kleuren flinke kleurvlakken vormde, imponeerden het publiek. Samen met Kees van Dongen en Jan Sluijters zorgde Maks met zijn werken voor ophef vanwege het moderne karakter. 
Hij is verwant aan de Bergense School en de Haagse School.
- Bibliothèque nationale de France: cb144410323 (data)
- Biografisch Portaal: 10092671
- Gemeinsame Normdatei: 123852986
- International Standard Name Identifier: 0000 0000 6682 2606
- Library of Congress Control Number: nr2002010890
- Nederlandse Thesaurus van Auteursnamen: 070719195
- RKD-Nederlands Instituut voor Kunstgeschiedenis: 52092
- Système universitaire de documentation: 067824625
- Union List of Artist Names: 500027442
- Virtual International Authority File: 42755977
- WorldCat: E39PBJkp8r9ftkdTcdCTpFFdwC